# AV-800
La AV-800 es una carretera autonómica de Castilla y León (España) que transcurre por la provincia de Ávila.
La vía, con una longitud total de 26,140 km, y perteneciente a la Red Complementaria Preferente de la Junta de Castilla y León, comienza su recorrido en la N-501. Pasa por Fontiveros, Cantiveros, cerca de Fuente el Saúz, Canales y Fuentes de Año, para terminar en Villanueva del Aceral en la CL-605.